# Les Ternes
Les Ternes (okzitanisch Las Tèrnas) ist eine französische Gemeinde mit 567 Einwohnern (Stand 1. Januar 2022) im Département Cantal in der Region Auvergne-Rhône-Alpes (vor 2016 Auvergne). Die Gemeinde gehört zum Arrondissement Saint-Flour und zum Kanton Saint-Flour-2.

## Lage
Les Ternes liegt etwa 44 Kilometer ostnordöstlich von Aurillac am Fluss Alleuze, der in diesem Abschnitt auch Jurol genannt wird. Umgeben wird Les Ternes von den Nachbargemeinden Tanavelle im Norden, Villedieu im Nordosten und Osten, Neuvéglise-sur-Truyère im Süden, Cussac im Südwesten und Westen sowie Paulhac im Westen und Nordwesten.

## Bevölkerungsentwicklung
| Jahr                       | 1962 | 1968 | 1975 | 1982 | 1990 | 1999 | 2006 | 2011 | 2019 |
| Einwohner                  | 509  | 459  | 428  | 425  | 450  | 455  | 522  | 592  | 573  |
| Quellen: Cassini und INSEE |      |      |      |      |      |      |      |      |      |

## Sehenswürdigkeiten
- Dolmen von Alleuzet, seit 1986 Monument historique
- Kirche Saint-Martin aus dem 15. Jahrhundert, Monument historique seit 1926
- Schloss Les Ternes aus dem 14. Jahrhundert, kurze Zeit später geschleift, dann im 16. Jahrhundert wieder errichtet, Monument historique seit 2008

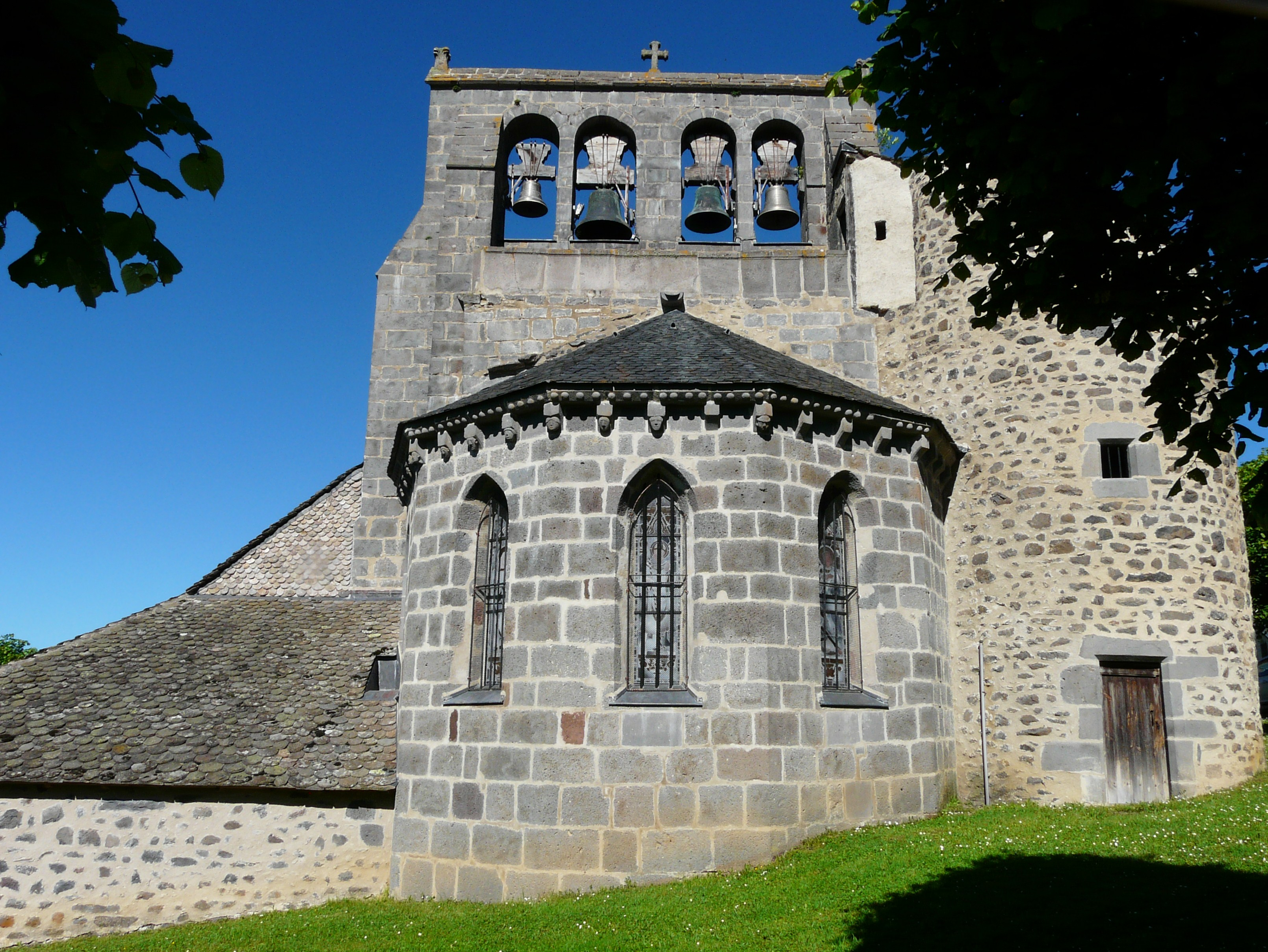
Kirche Saint-Martin
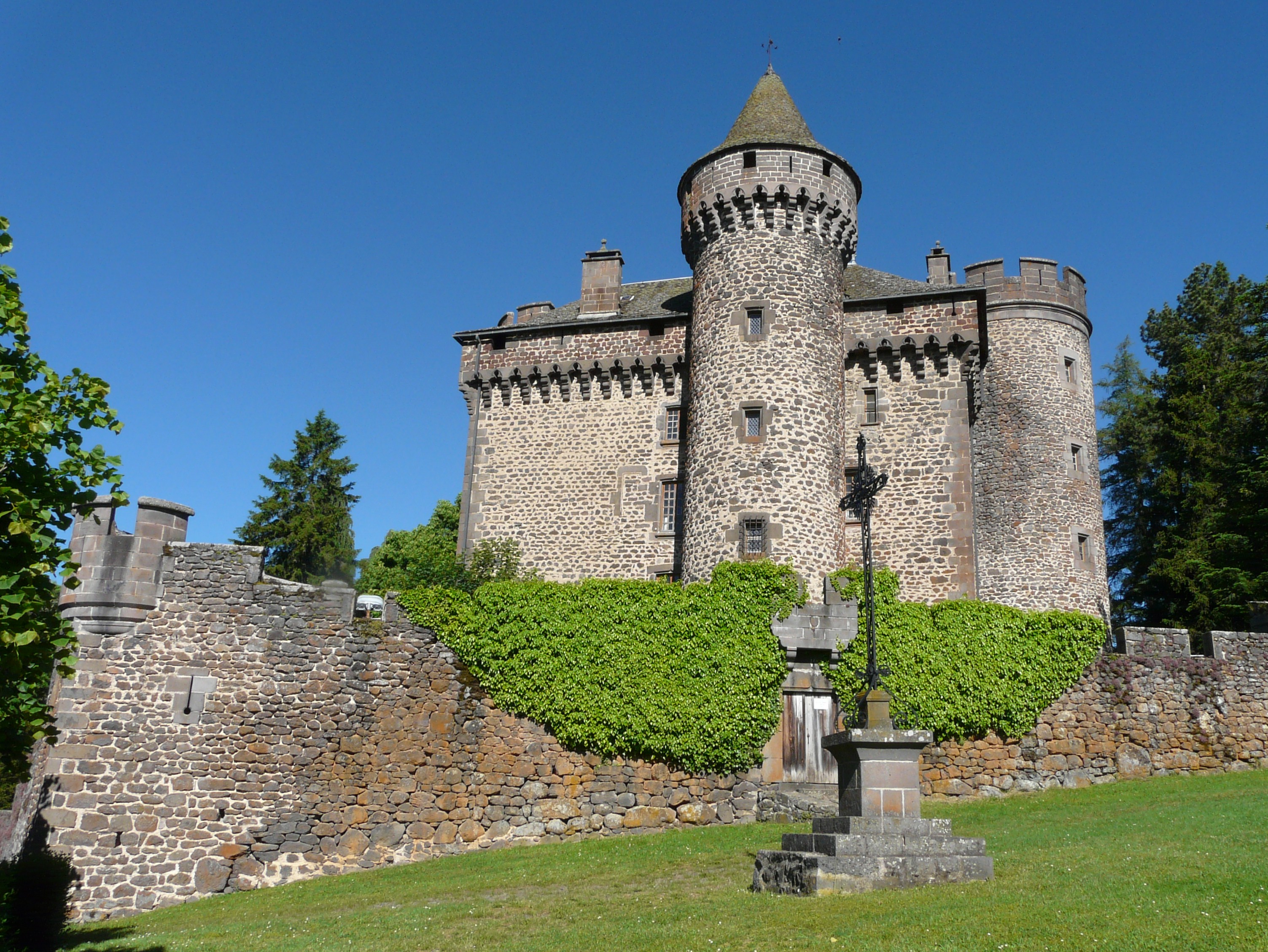
Schloss Les Ternes

## Persönlichkeiten
- Roger le Fort (1285/1288–1367), Bischof von Orléans (1321–1328) und Limoges (1328–1343), Erzbischof von Bourges (1343–1367)